# 生涯学習学部
生涯学習学部（しょうがいがくしゅう がくぶ）は、生涯学習に関する教育研究を行う学部である。

## 概要
生涯学習学部は、家庭教育・社会教育・学校教育などにおける過程をまたがって行われる生涯学習を教育研究の対象としている。2006年（平成18年）の時点で八洲学園大学に置かれている。
なお、似た性質の学部に、法政大学キャリアデザイン学部 があり、当初の学部名は生涯学習学部であった。また生涯学習システム学部が、2013年（平成25年）まで北翔大学に置かれていた。
生涯学習学部においては、多様な学習者に対しての学習支援に関する事項を重点的に扱っている。日本の多くの教育学部が、学校教育を中心的に扱っているため、生涯学習学部においては、家庭教育や社会教育に関する事項が深く学べるよう配慮されている。
生涯学習学部の課程を修了して授与される学位（付記される専攻分野の名称を含む）は、2006年（平成18年）の時点で「学士（学術）」となっている。

## 生涯学習学部を置く大学

### 国立大学
なし

### 公立大学
なし

### 私立大学
- 八洲学園大学 （通信による教育を行う学部）

## 似た性質の教育研究組織

### 学部・研究科など
- 生涯学習システム学部（北翔大学に置かれていた）
- 生涯スポーツ学部（北翔大学に置かれている）
- 生涯学習学研究科 / 生涯スポーツ学研究科（北翔大学に置かれている）
- 生涯学習研究科

### 学科・課程・専攻など
- 生涯学習学科 / 生涯学習課程 / 生涯学習学専攻 / 生涯学習専攻
- 生涯教育学科 / 生涯教育課程
  - 生涯教育総合課程
  - 生涯教育文化学科
- 生涯スポーツ学科 / 生涯スポーツ課程
  - 生涯スポーツ芸術課程
  - 生涯スポーツ福祉課程